# 無頼派 (曲)
『無頼派』は、近藤真彦の36作目のシングル。1991年12月12日に発売された。発売元はソニー・レコード。

## 概要
近藤のデビュー12周年突入日にリリース。
表題曲は、9日後に発売される同名アルバム『無頼派』に、Album Long Versionで収録。カップリング曲も同アルバムに未表記だがアルバムバージョンで収録。

## 収録曲
- 両楽曲共に、編曲：船山基紀

1. 無頼派
作詞：東海林良／作曲：三井誠
2. 泣いちゃえ〜Only Cryin'〜
作詞：朝水彼方／作曲：J.N.Donovan